# 정채기 (정치인)
정채기(鄭採基, 1948년 5월 24일 - )는 대한민국의 기업인 출신 정치인, 지방의회 의원이다. 동광양시의원과 통합 광양시 의원을 역임했다.

## 약력
- 1948년 5월 24일 전라남도 광양군 광양읍 덕례리 덕산 출신
- 광양서국민학교 졸업(48회)
- 순천중학교 졸업(23회)
- 광주고등학교 졸업(16회)
- 연세대학교 공과대학 토목공학과 졸업
- 포항제철(주) 광양제철소 토건정비과장
- 1991년 5월 지방의회의원 선거 시 동광양 금호동에서 출마하여 당선
- 1991년 6월 동광양시의회 의원
- 1991년 동광양시의회 행정사무감사특별위원회 위원장
- 1992년 동광양시의회 예산심사위원회 간사, 토지형질변경특별위원회 위원장
- 1993년 동광양시의회 예산심사위원회 간사
- 1993년 동광양시의회 행정사무감사특별위원회 위원장
- 1994년 동광양시의회 예산심사위원회 간사
- 1995년 6월 지방자치단체장 선거에 광양시장 후보에 무소속으로 출마하였으나 6,738표를 득표, 3위로 낙선하였다.
- 1995년 광양시의회 의원
- 1995년 1월 광양시의회 산업건설분과위원장
- 광양시의회 건설위원회 부위원장
- 1998년 광역의회의원 후보로 출마[1]
- 주식회사 양지주택건설 대표이사
- 2006년 5월 5.31 지방선거에 광양시의원 후보로 출마하였으나 낙선하였다.

## 같이 보기
- 광양시의회
- 포스코
- 포항제철
- 광양제철소

## 역대 선거 결과
| 선거명          | 직책명                               | 대수            | 정당         | 득표율 | 득표수  | 결과 | 당락                     |
| --------------- | ------------------------------------ | --------------- | ------------ | ------ | ------- | ---- | ------------------------ |
| 3·26 지방 선거  | 전라남도 동광양시의원(금호동 선거구) | 1대             | 무소속       | 50.7%  | 1,996표 | 1위  | 전라남도 광양시의원 당선 |
| 제1회 지방 선거 | 전라남도 광양시장                    | 40대 (민선 1기) | 무소속       | 10.35% | 6,738표 | 3위  | 낙선                     |
| 제2회 지방 선거 | 전라남도의원(광양시 제2선거구)       | 6대 (민선 2기)  | 자유민주연합 | 30.41% | 7,845표 | 2위  | 낙선                     |
| 제4회 지방 선거 | 전라남도 광양시의원(광양시 라선거구) | 5대 (민선 4기)  | 무소속       | 11.47% | 1,512표 | 5위  | 낙선                     |

## 참고 자료
- 민주당 광양시장경선후보 선출대회 열려 오마이뉴스 2002.04.17
- 정채기 홈페이지
- 광역 기초 단체장 후보 프로필
- [전남] 5.31 지방선거 출마자 명단 한겨레 2006.05.16
- 5·31 지방선거 본격 돌입